# 顏蘭權
顏蘭權（1963年—），台灣紀錄片導演，東吳大學哲學系和社會學系本科畢業，英國雪菲爾哈倫大學劇情片電影、電視製作碩士畢業。1999年入行拍攝紀錄片，代表作品《七日狂想》、《牽阮的手》、《無米樂》，以及2024年9月上映的紀錄片《種土》。

### 電影
| 年度   | 劇名     | 飾演角色 |
| ------ | -------- | -------- |
| 2022年 | 拳職人員 |          |

## 外部鏈接
- 顏蘭權在豆瓣上的资料（简体中文）
- 顏蘭權在时光网上的簡介（简体中文）